# Fernando de Noronha
Fernando de Noronha (tiếng Bồ Đào Nha phát âm: [feʁnɐdu dʒi noɾõɲɐ]) là một quần đảo cách bờ biển Brazil 354 km (220 dặm). Quần đảo bao gồm 21 đảo và đảo nhỏ thuộc Đại Tây Dương. Hòn đảo chính có diện tích 18,4 km vuông và dân số 3.012 người (năm 2010). Khu vực này là một đô thị biệt của bang Pernambuco (dù nó gần với bang Rio Grande do Norte hơn). Nó đã được chỉ định là một di sản thế giới của UNESCO. Để tới được đây, du khách có thể nhận đi bằng máy bay hoặc tàu thủy từ thành phố Recife (cách quần đảo 545 km) hoặc bằng máy bay từ Natal (cách quần đảo 360 km). Du khách sẽ phải trả một khoản lệ phí nhỏ khi tới đây. Khu vực thiên nhiên này được quản lý bởi IBAMA (Viện Môi trường và Tài nguyên).